# Ajay Kakkar
Ajay Kumar Kakkar, barone Kakkar (Dartford, 28 aprile 1964), è un chirurgo e politico britannico. È professore di chirurgia e preside per le relazioni esterne presso la Barts and The London School of Medicine and Dentistry della Queen Mary University of London da gennaio del 2011.

## Origini, formazione e carriera
Ajay Kakkar è nato a Dartford, nel Kent, il 28 aprile 1964. Suo padre è il medico Vijay Kakkar, professore emerito di chirurgia presso l'Università di Londra e fondatore ed ex direttore del Thrombosis Research Institute London. Egli è stato un pioniere nell'uso della terapia con eparina a basso peso molecolare  e Kakkar ha seguito le sue orme come chirurgo e ricercatore medico. Sua madre era una consulente anestetica.
Ha frequentato la Alleyn's Senior School (Roper's House) dal 1977 al 1982 ed è stato capitano della scuola dal 1981 al 1982. Successivamente ha studiato medicina presso la King's College Hospital Medical School dell'Università di Londra. Nel 1985 ha conseguito il bachelor's degree in farmacologia. Nel 1988 ha ottenuto la laurea con lode medicina e chirurgia nel 1988. Nel 1998 ha conseguito il dottorato di ricerca presso l'Imperial College di Londra con una tesi intitolata "Tissue factor, thrombin generation and cancer".
È stato medico tirocinante (house physician) e chirurgo presso il King's College Hospital dal 1988 al 1989, assistente medico (junior surgical training) in chirurgia dal 1989 al 1992, clinical training fellow del Medical Research Council dal 1993 al 1996 e clinician scientist fellow dal 1996 al 1999.
Kakkar è stato professore associato (docente senior) di chirurgia e chirurgo consulente onorario presso l'Hammersmith Hospital dell'Imperial College di Londra dal 1999 al 2004. Dal 2004 è professore di chirurgia presso la Barts and London School of Medicine and Dentistry presso il Queen Mary e il Westfield College e dal 2004 è consulente in chirurgia presso la Barts and London NHS Trust. Nel 2006 è diventato consulente chirurgo presso l'University College London NHS Foundation Trust.
I suoi interessi di ricerca riguardano la prevenzione e il trattamento del tromboembolismo venoso e della trombosi associata al cancro, nonché in particolare il ruolo della terapia antitrombotica nelle misure di prolungamento della vita in pazienti affetti da cancro e il ruolo delle serin proteasi che influenzano la coagulazione nella biologia dei tumori.
Kakkar è presidente della direzione della qualità clinica dell'University College London Partners Academic Health Science Partnership dal 2021, direttore del Thrombosis Research Institute London dal 2008  e insegna e pubblica ricerche sulle sua specialità. Ha anche collaborato con il National Health Service per proporre strategie per prevenire il tromboembolismo venoso (TEV).

## Camera dei lord
Il 22 marzo 2010 è stato creata pari a vita con il titolo di barone Kakkar, di Loxbeare nella contea di Devon. È stato ufficialmente introdotto alla Camera dei lord lo stesso giorno  e siede tra i crossbencher. Durante l'introduzione è stato supportato da Terence Higgins, barone Higgins, e da Narendra Patel, barone Patel. Ha tenuto il suo discorso inaugurale il 3 giugno successivo.
È stato presidente della commissione per le nomine della Camera dei lord, un ente pubblico che si occupa di raccomandare almeno due persone all'anno per la nomina a pari che siedano tra i crossbencher e di esaminare la correttezza della maggior parte delle altre candidature per l'appartenenza alla Camera dei lord, dal 1º ottobre 2013 al 25 ottobre 2017  e presidente della commissione per le nomine giudiziarie, una commissione indipendente che seleziona i candidati a cariche giudiziarie presso corti e tribunali in Inghilterra e Galles e per alcuni tribunali la cui giurisdizione si estende alla Scozia o all'Irlanda del Nord, dal 3 ottobre 2016 al 31 dicembre 2022
Nella Camera dei lord è stato membro del comitato per la scienza e la tecnologia dall'8 giugno 2015 al 12 maggio 2016 e dal 27 giugno 2017 al 19 gennaio 2022, del comitato per la sostenibilità a lungo termine del National Health Service dal 25 maggio 2016 al 5 aprile 2017 e del comitato per l'integrazione tra assistenza primaria e comunitaria dal 31 gennaio al 27 novembre 2023.
Sul sito ufficiale della Camera dei lord elenca il Golfo Persico, l'India e gli Stati Uniti d'America come stati di particolare interesse.

## Altri incarichi
Dal 2009 è presidente del consiglio dei governatori della Alleyn's School di Dulwich, l'istituto da lui frequentato in gioventù. È anche uno degli amministratori della Dulwich Estate.
È direttore della Fondazione dell'Associazione dei chirurghi della Gran Bretagna e dell'Irlanda e membro del comitato esecutivo e del consiglio della stessa. Ha lavorato anche per la Alleyn's School Enterprises Ltd, una filiale commerciale della Alleyn's School, per la Dulwich Services Ltd, nonché per il Frederick Hugh House School Trust.
È membro del consiglio di amministrazione del Thrombosis Research Trust e dell'organizzazione benefica London Pathway.
Inoltre, occasionalmente, lavora dietro compenso per l'industria farmaceutica come consulente scientifico ed esperto nel campo della ricerca sulla trombosi. È stato collaboratore scientifico per Aryx Therapeutics, Bayer Schering Pharma, Boehringer Ingelheim, Bristol-Myers Squibb, Canyon Pharmaceuticals, Ersai Inc, GlaxoSmithKline, Pfizer e Sanofi-Aventis, tra le altre.
Kakkar è stato notato per il suo lavoro di promozione delle imprese britanniche. Nel 2014 ha effettuato undici viaggi per favorire i rapporti commerciali.
Dal 2023 è cancelliere dell'Università di Lincoln.
È membro del Club Athenaeum.

## Riconoscimenti
Nel 1992 è diventato socio del Royal College of Surgeons. Tra gli altri premi, Kakkar ha ricevuto nel 1996 il titolo di Hunterian Professor del Royal College of Surgeons of England e il David Patey Prize della Surgical Research Society of Great Britain and Ireland. Nel 1997 ha ottenuto il Premio Knoll William Harvey dalla International Society on Thrombosis and Haemostasis. Nel 2006 è diventato membro della James IV Association of Surgeons. Nel 2009 ha tenuto la prima lezione di benvenuto presso la Royal Society of Medicine.
Il 1º gennaio 2022 è stato nominato cavaliere commendatore dell'Ordine dell'Impero Britannico.
Il 23 aprile 2024 re Carlo III lo ha nominato cavaliere dell'Ordine della Giarrettiera.